# The Logical Song
The Logical Song är en låt av det brittiska rockbandet Supertramp från 1979. Den finns med på albumet Breakfast in America. Den skrevs av bandets sångare Roger Hodgson.
Låtens text handlar om den förlorade oskyldigheten när ett barn växer upp, och förlusten av idealismen. Den blev sexa på Billboardlistan i USA och sjua på UK Singles Chart.
2002 gjorde den tyska technogruppen Scooter en cover av låten, vilken blev en succé: den blev listetta i bland annat Tyskland, Irland och Australien.
The Logical Song finns med på soundtracket till Magnolia, tillsammans med "Goodbye Stranger", en annan låt av Supertramp.

## Listplaceringar, Supertramp
| Lista (1979)   | Position                       |
| -------------- | ------------------------------ |
| Australien     | 16 (Kent Music Report)         |
| Frankrike      | 2                              |
| Irland         | 6                              |
| Kanada         | 1 (RPM)                        |
| Nederländerna  | 13                             |
| Nya Zeeland    | 13                             |
| Spanien        | 12                             |
| Storbritannien | 7                              |
| Sverige        | "Veckans Smash Hit" i Poporama |
| USA            | 6 (Billboard Hot 100)          |
| Västtyskland   | 12                             |
| Österrike      | 14                             |